# كورمو (غنم)

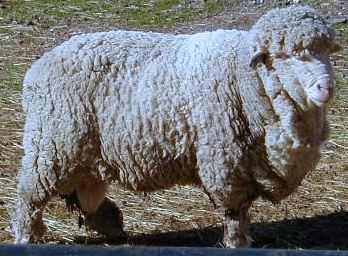
كبش من سلالة كورمو

كورمو (بالإنجليزية: Cormo)‏ هي سلالة غنم أسترالية طورت في تاسمانيا عن طريق مصالبة كباش كوريدال مع نعاج ميرينو السكسونية الرقيقة في بداية ستينات القرن العشرين. أما اٍسم السلالة فمزيج من اٍسمي السلالتين الأبويتين، كوريدال و ميرينو. تتميز هذه السلالة بخصوبة عالية.
تتواجد هذه السلالة في جنوب شرق أستراليا.
تم تصدير سلالة كورمو اٍلى الصين، الولايات المتحدة، إيطاليا، الأرجنتين و بلجيكا.

## وصلات خارجية
- جمعية سلالة كورمو الأمريكية

1. 1 2 3 4 5  وصلة مرجع: https://fao-dadis-breed-detail.firebaseapp.com/?country=Australia&specie=Sheep&breed=Cormo.
2. ↑  وصلة مرجع: http://www.fao.org/3/a1250e/annexes/List%20of%20breeds%20documented%20in%20the%20Global%20Databank%20for%20Animal%20Genetic%20Resources/List_breeds.pdf.